# Lijst van Pokémonfilms
| 1998 | Mewtwo tegen Mew                         |
| 1999 | Op Eigen Kracht                          |
| 2000 | In de greep van de Unown                 |
| 2001 | Pokémon 4Ever: Celebi, Stem van het Woud |
| 2002 | Helden, Latias en Latios                 |
| 2003 | Jirachi, Droomtovenaar                   |
| 2004 | Doel Deoxys                              |
| 2005 | Lucario en het Mysterie van Mew          |
| 2006 | Pokémon Ranger en de Tempel van de Zee   |
| 2007 | De Opkomst van Darkrai                   |
| 2008 | Giratina en de Krijger van de Lucht      |
| 2009 | Arceus en het Juweel des Levens          |
| 2010 | Zoroark, Meester der Illusie             |
| 2011 | Wit, Victini en Zekrom                   |
| 2011 | Zwart, Victini en Reshiram               |
| 2012 | Kyurem VS. het Zwaard der Gerechtigheid  |
| 2013 | Genesect en de Ontwaakte Legende         |
| 2014 | Diancie en de Cocoon der Vernietiging    |
| 2015 | Hoopa en de Strijd der Tijden!           |
| 2016 | Volcanion en de Mechanische Magearna     |
| 2017 | Ik Kies Jou!                             |
| 2018 | Onze Kracht                              |
| 2019 | Detective Pikachu                        |
| 2019 | Mewtwo Slaat Terug Evolutie              |
| 2020 | Coco                                     |

Dit is een lijst van Pokémonfilms.
De eerste vier films zijn in de Nederlandse bioscoop uitgebracht. In de Verenigde Staten was de vijfde film beperkt theatraal te zien. Een lange tijd werden de films niet meer getoond in de bioscoop. Pas vanaf de veertiende film, zijn de films weer (beperkt) te zien in de bioscoop. In Japan worden de films jaarlijks vertoond. Bij sommige films zijn specials aanwezig deze Pikachu Shorts zijn korte animatiefilmpjes met Pikachu die vaak aan de start van de films werden getoond. 
Verantwoordelijk voor de distributie zijn Warner Bros Entertainment (films 1 t/m 3), Miramax Films (films 4 t/m 7) en The Pokémon Company International (films 8 t/m heden). Bij films 1 tot en met 8 is 4Kids Entertainment ook rechthebbende. De Nederlandse dvd-distributie is in handen van Warner Bros. (films 1 t/m 3), Entertainment One (films 4 t/m 11), Universal Pictures (films 12 t/m heden). Tevens is Nintendo ook rechthebbende over het geheel.
De Nederlandse nasynchronisatie werd in de films 4 t/m 7 door andere stemacteurs verzorgt dan de stemacteurs die voor de eerdere films en de televisieserie werden gebruikt.
De meest recente en aankom de film binnen de franchise is Pocket Monsters: De Film - Coco, die op 10 juli 2020 in de Japanse bioscopen in première gaat.

## Geanimeerde films

### Pokémon: Original Series
| Filmtitel | Omschrijving | NL              | VS               | JP           | Bios | speelduur  |
| --- | ------------ | --------------- | ---------------- | ------------ | ---- | ---------- |
| Pokémon: De Film - Mewtwo tegen Mew |              | 20 april 2000   | 10 november 1999 | 18 juli 1998 | ja   | 75 minuten |
| De eerste animatiefilm van Pokémon met de Pokémon Mewtwo en Mew. De film verscheen in Nederland op 20 april 2000 in de bioscopen. Op 30 augustus 2000 verscheen de film op dvd en video in Nederland, met als extra minifilm "Pikachu's vakantie". In deze film zie je hoe een groep wetenschappers uit een fossiel van de legendarische Pokémon Mew een nieuwe pokémon kloont genaamd Mewtwo, deze denkt dat alle mensen monsters zijn omdat die hen enkel zagen als een experiment en een dienaar, hierom besluit hij om de beste Pokémontrainers van de wereld samen te brengen en hun Pokémon te klonen, na het klonen zou hij dan alle "originele" Pokémon vernietigen. |              |                 |                  |              |      |            |
| Pokémon 2: De Film - Op Eigen Kracht |              | 12 oktober 2000 | 21 juli 2000     | 17 juli 1999 | ja   | 90 minuten |
| In deze film zie je hoe een Pokémonverzamelaar de drie legendarische vogels Moltres, Zapdos en Articuno aan zijn collectie wil toevoegen. Hierdoor verstoort hij het evenwicht in de wereld en daarom komt Lugia om dat weer te herstellen. |              |                 |                  |              |      |            |
| Pokémon 3: In de greep van Unown |              | 23 mei 2001     | 6 april 2001     | 8 juli 2000  | ja   | 90 minuten |
| |              |                 |                  |              |      |            |
| Pokémon 4-Ever: Celebi, Stem van het Woud |              | 3 juli 2003     | 11 oktober 2002  | 7 juli 2001  | ja   | 80 minuten |
| |              |                 |                  |              |      |            |
| Pokémon 5: De Film - Helden, Latias en Latios |              | 16 maart 2005   | 16 mei juli 2003 | 13 juli 2002 | ja*  | 70 minuten |
| De film speelt zich af in het stadje Altomare waar Ash de Pokémon Latias en Latios tegenkomt |              |                 |                  |              |      |            |

### Pokémon: Advanced Generation
| Filmtitel | Omschrijving | NL                | VS                | JP           | Bios | speelduur   |
| --- | ------------ | ----------------- | ----------------- | ------------ | ---- | ----------- |
| Pokémon 6: De Film - Jirachi, Droomtovenaar |              | 14 september 2005 | 1 juni 2004       | 19 juli 2003 | ja*  | 85 minuten  |
| Ash maakt een avontuur mee met de Pokémon die eens in de duizend jaar ontwaakt voor zeven dagen, de Pokémon Jirachi. |              |                   |                   |              |      |             |
| Pokémon 7: De Film - Doel Deoxys |              | 12 juli 2006      | 22 januari 2005   | 17 juli 2004 | ja*  | 100 minuten |
| Ash en zijn vrienden bezoeken de stad Larousse City, maar een losgeslagen buitenaardse virus Pokémon, Deoxys, verschijnt en kidnapt de bewoners van de stad. Een hevige strijd barst los tussen Deoxys en de Pokémon Rayquaza. Ash moet de stad zien te redden voordat de stad totaal vernietigd is. |              |                   |                   |              |      |             |
| Pokémon 8: Lucario en het Mysterie van Mew |              | 11 november 2007  | 19 september 2006 | 16 juli 2005 | ja*  | 105 minuten |
| |              |                   |                   |              |      |             |
| Pokémon 9: Pokémon Ranger en de Tempel van de Zee |              | 18 november 2007  | 23 maart 2007     | 15 juli 2006 | ja*  | 105 minuten |
| |              |                   |                   |              |      |             |

### Pokémon: Diamond & Pearl
| Filmtitel                                       | Omschrijving | NL               | VS   | JP           | Bios | speelduur   |
| ----------------------------------------------- | ------------ | ---------------- | ---- | ------------ | ---- | ----------- |
| Pokémon 10: De Opkomst van Darkrai              |              | 1 september 2008 | 2008 | 2007         | ja*  | 90 minuten  |
|                                                 |              |                  |      |              |      |             |
| Pokémon 11: Giratina en de Krijger van de Lucht |              | 2009             | 2009 | 19 juli 2008 | ja*  | 110 minuten |
|                                                 |              |                  |      |              |      |             |
| Pokémon 12: Arceus en het Juweel des Levens     |              | 2010             | 2009 | 2009         | ja*  | 95 minuten  |
|                                                 |              |                  |      |              |      |             |

### Pokémon: Black & White
| Filmtitel                                              | Omschrijving | NL            | VS   | JP   | Bios | speelduur  |
| ------------------------------------------------------ | ------------ | ------------- | ---- | ---- | ---- | ---------- |
| Pokémon 13: Zoroark: Meester der Illusie               |              | 2011          | 2011 | 2010 | ja*  | 95 minuten |
| Eerste film van de serie die zich in de Unova afspeelt |              |               |      |      |      |            |
| Pokémon 14: De Film - Black, Victini en Reshiram       |              | 2012          | 2011 | 2011 | ja*  | 90 minuten |
|                                                        |              |               |      |      |      |            |
| Pokémon 14: De Film - White, Victini en Zekrom         |              | 2012          | 2011 | 2011 | ja*  | 90 minuten |
|                                                        |              |               |      |      |      |            |
| Pokémon 15: Kyurem vs. Het Zwaard Der Gerechtigheid    |              | 2013          | 2012 | 2012 | ja*  | 65 minuten |
|                                                        |              |               |      |      |      |            |
| Pokémon 16: Genesect En De Ontwaakte Legende           |              | 20 April 2014 | 2013 | 2013 | ja*  | 65 minuten |
|                                                        |              |               |      |      |      |            |

### Pokémon: XY
| Filmtitel                                        | Omschrijving                                          | NL   | VS   | JP   | Bios | speelduur  |
| ------------------------------------------------ | ----------------------------------------------------- | ---- | ---- | ---- | ---- | ---------- |
| Pokémon 17: Diancie en de Cocon der Vernietiging | Zeventiende Pokémonfilm die in 2014 in Japan uitkwam. | 2015 | 2014 | 2014 | ja*  | 75 minuten |
|                                                  |                                                       |      |      |      |      |            |
| Pokémon 18: Hoopa en de Strijd Der Tijden!       |                                                       | 2016 | 2015 | 2015 | ja*  | 73 minuten |
|                                                  |                                                       |      |      |      |      |            |
| Pokémon 19: Volcanion en het mechanische wonder  |                                                       | 2016 | 2016 | 2016 | ja*  | 92 minuten |
|                                                  |                                                       |      |      |      |      |            |

### Pokémon: Sun & Moon (Alternatieve continuïteit)
| Filmtitel                                                                   | Omschrijving | NL                    | VS                    | JP           | Bios | speelduur   |
| --------------------------------------------------------------------------- | ------------ | --------------------- | --------------------- | ------------ | ---- | ----------- |
| Pokémon de Film: Ik Kies Jou!                                               |              | 5 november 2017       | 5 november 2017       | 15 juli 2017 | ja   | 98 minuten  |
|                                                                             |              |                       |                       |              |      |             |
| Pokémon de Film: Onze Kracht                                                |              | 13 december 2018      | 24 november 2018      | 13 juli 2018 | ja   | 100 minuten |
| Officiële premiere vond plaats op 5 juli in Frankrijk tijdens de Japan Expo |              |                       |                       |              |      |             |
| Pokémon de Film: Mewtwo Slaat Terug Evolutie                                |              | 27 februari (Netflix) | 27 februari (Netflix) | 12 juli 2019 | Nee  |             |
|                                                                             |              |                       |                       |              |      |             |

### Pocket Monsters (2019)
| Filmtitel                               | Omschrijving                            | NL  | VS  | JP  | Bios | speelduur  |
| --------------------------------------- | --------------------------------------- | --- | --- | --- | ---- | ---------- |
| Pokémon de film: Geheimen van de jungle | de avonturen van de jungle (ココ, Kōkō) | TBA | TBA | TBA | TBA  |            |
| Pokémon: De kronieken van Arceus        |                                         |     |     |     |      | 63 minuten |
|                                         |                                         |     |     |     |      |            |

## Filmmuziek
Ook kent de filmreeks een soundtrack. Veelal wordt deze gemaakt door dezelfde componisten, waaronder Shinji Miyazaki. Deze wordt elk jaar uitgegeven in Japan. Hieronder volgt een overzicht van de meest recent in Nederland uitgebrachte vocale nummers:
| Titel                                                                       | Zanger                                          | Film                                                                    |
| --------------------------------------------------------------------------- | ----------------------------------------------- | ----------------------------------------------------------------------- |
| Pokémon Johto (Totaal Een Nieuwe Wereld; Pokémon Thema)                     | Tony Neef Niki Romijn                           | Film 3 - In de greep van de Unown                                       |
| Onoverwinnelijk (Advanced Battle; Pokémon Thema)                            | Herman van Doorn                                | Film 8 - Lucario en het mysterie van Mew                                |
| Wij Zijn Helden (De Opkomst van Darkrai)                                    | Marcel Veenendaal                               | Film 10 - De opkomst van Darkrai                                        |
| Vergeten Zal Ik Je Niet                                                     | Anneke Beukman                                  | Film 10 - De opkomst van Darkrai                                        |
| Leven In De Schaduw (Van Darkrai)                                           | Marcel Veenendaal                               | Film 10 - De opkomst van Darkrai                                        |
| Wat Is De Wereld Toch Mooi                                                  | Marcel Veenendaal                               | Film 11 - Giratina en de Krijger van de Lucht                           |
| Sta Sterk (Strijdkreet; Pokémon Thema)                                      | Cindy Oudshoorn, Edward Reekers en Han van Eijk | Film 12 - Arceus en het Juweel des Levens                               |
| Wij Maken Dromen Waar (Jullie Vertrouwen Op Elkaar)                         | Franky Rampen, Edward Reekers en Han van Eijk   | Film 12 - Arceus en het Juweel des Levens                               |
| Ik Vertrouw Op Jou (Jij Stond Voor Me Klaar)                                | Marjolein Spijkers                              | Film 13 - Zoroark: Meester der Illusie                                  |
| Niet Altijd Wit Of Zwart (Zoek Het Antwoord Maar In Je Hart; Pokémon Thema) | Anneke Beukman, Franky Rampen en Sophie Peelen  | Film 14 - White: Victini en Zekrom Film 14 - Black: Victini en Reshiram |
| De Sterren Zijn Voor Jou (V1/M)                                             | Franky Rampen                                   | Film 14 - White: Victini en Zekrom                                      |
| De Sterren Zijn Voor Jou (V2/F)                                             | Sophie Peelen                                   | Film 14 - Black: Victini en Reshiram                                    |
| Wij Zetten Samen Door (Waarheen De Weg Ook Leidt; Pokémon Thema)            | Franky Rampen en onbekend (vrouw)               | Film 15 - Kyurem VS Het zwaard der Gerechtigheid                        |
| Wees eerlijk sterk en dapper                                                | onbekend                                        | Film 15 - Kyurem VS Het Zwaard Der Gerechtigheid                        |
| Voor eeuwig jij en ik                                                       | onbekend                                        | Film 16 - Genesect en de ontwaakte legende                              |
| Wij gaan naar huis                                                          | onbekend                                        | Film 16 - Genesect en de ontwaakte legende                              |
| Wil ze allemaal (XY)                                                        | Herman van Doorn                                | Film 17 - Diancie en de cocon der vernietiging                          |
| Dan ben je vrij                                                             | Tineke Blok                                     | Film 17 - Diancie en de cocon der vernietiging                          |
| Elke kant van mij                                                           | Tineke Blok                                     | Film 18 - Hoopa en de strijd der tijden                                 |
| Mijn Zielenhart                                                             | Tineke Blok                                     | Film 19 - Vulcanion En Het Mechanische Wonder                           |
| Wil ze allemaal                                                             | Jeske van de Staak Juliann Ubbergen             | Pokémon de Film: Ik Kies Jou!                                           |
| Ik kies jou                                                                 | Tineke Blok                                     | Pokémon de Film: Ik Kies Jou!                                           |

De titelsongs zijn meestal gebaseerd op de televisieleaders. Soms trouw aan het origineel (Onoverwinnelijk), of juist een totaal nieuwe versie in de vorm van een remix (Pokémon Johto). Eindliedjes hebben meestal een emotioneel karakter, terwijl de stijlen juist uiteenlopen. Alle liedjes na het jaar 2001 zijn niet uit op cd uitgebracht. Van de eerste drie films zijn soundtrack-cd's verschenen, inclusief de Nederlandstalige versie van de derde film.

## Pikachu Shorts
Elke film heeft een Pikachu Short ook wel een Pikachu-minifilm, hoewel ze niet allemaal in Nederland te zien zijn. De Nederlandse filmdelen 1 tot en met 3 hebben een Pikachu-minifilm op de dvd. Sinds RCV de distributie van de dvd's overnam met de vierde film, zijn de minifilms niet meer bij de hoofdfilm op dvd gezet. De Amerikaanse namen van alle Pikachu shorts zijn: Pikachu’s Summer Vacation, Pikachu’s Rescue Adventure, Pikachu and Pichu, Pikachu’s Pikaboo, Camp Pikachu en Gotta Dance.